# Jacek Multanowski
Jacek Stefan Multanowski (ur. 8 stycznia 1961 w Warszawie) – polski filolog klasyczny i dyplomata, ambasador RP w Gruzji (2004–2008) oraz Macedonii (2014–2018).

## Życiorys
Ukończył studia w Instytucie Filologii Klasycznej Uniwersytetu Warszawskiego (1986).
Po ukończeniu studiów pracował jako nauczyciel łaciny w liceum ogólnokształcącym, a następnie, od 1990, w spółdzielni mieszkaniowej oraz w Res Publica sp. z o.o. Do 1995 był kierownikiem działu w Stowarzyszeniu „Wspólnota Polska”. Od 1995 pracuje w służbie dyplomatycznej. W latach 1995–2000 był I sekretarzem, a następnie radcą w Ambasadzie RP w Ałmaty. W kolejnych latach pracował w Departamencie Europy Ministerstwa Spraw Zagranicznych jako I radca i radca-minister. Od 2003 stał na czele Ambasady RP w Tbilisi, początkowo jako chargé d’affaires, a w latach 2004–2008 na stanowisku ambasadora. Po powrocie do kraju objął stanowisko zastępcy dyrektora Departamentu Dyplomacji Publicznej i Kulturalnej MSZ. Od 2014 do 30 czerwca 2018 był ambasadorem RP w Macedonii. W 2023 został zastępcą dyrektora Instytutu Polskiego w Belgradzie.
Jest żonaty z Kingą Nettmann-Multanowską, ma córkę. Zna angielski, francuski i rosyjski.